# Esplugues (Castellcir)
Esplugues és una masia de Castellcir (Moianès) protegida com a Bé Cultural d'Interès Local.
Esplugues és la seu del radial de Castellcir de l'Ecomuseu del Moianès. Encara en obres, el 2011 encara no ha pogut dur-se a terme el projecte complet, però la casa és ja visitable en visita concertada.

## Descripció
Està situada just en el sector occidental del terme, al nord-oest del nucli principal del poble de Castellcir. Dista 2,3 quilòmetres del Carrer de l'Amargura, des d'on surt una pista rural que travessa la carretera BV-1310 i mena a Esplugues fent algunes giragonses, però de forma bastant directa. A prop de la masia d'Esplugues hi ha dues de les nombroses poues del terme de Castellcir: la Poua Montserrat i el Pou d'Esplugues, totes dues al nord-est, prop de Fontscalents. A l'art entre l'oest i el nord de la masia s'estén el Solell del Barraca, que inclou els Camps de Portet, al nord i la Quintana d'Esplugues, entre l'oest i el nord-oest.
Casa de pagès ubicada sota una balma amb façana encarada a migdia. Articulada en diferents cossos aixecats en diverses èpoques. El parament és de carreus irregulars i fang. La façana presenta obertures distribuïdes en funció de les dependències interiors, sense cap tipus de simetria. Aquestes obertures compten amb carreusben escairats als brancals i a les llindes, i als ampits, pedres motllurades. Algunes d'aquestes dependències són obertes directament a la pedra viva.

## Història
El topònim Esplugues està documentat des del 1192, i aquest mas, en concret, des del 1408. Les pedres de les llindes duen les dates del 1748 i 1755, que corresponen a la important remodelació que sofrí el mas en el segle xviii. Una altra llinda d'aquest mateix segle es troba en els coberts que hi ha damunt de la masia, a nivell de la Quintana d'Esplugues.
Malgrat l'existència de notícies molt remotes d'aquesta casa de pagès, l'edifici actual fou aixecat entre els segles xvii i XVIII.